# Radkersburg Umgebung
Radkersburg Umgebung war eine Gemeinde mit 1734 Einwohnern (Stand: 31. Oktober 2013)
in der Steiermark und ist seit 2015 Teil der Stadtgemeinde Bad Radkersburg.

## Geografie
Das Gebiet von Radkersburg Umgebung liegt im Umland von Bad Radkersburg, im Gerichtsbezirk Feldbach bzw. Bezirk Südoststeiermark im österreichischen Bundesland Steiermark.

### Gliederung
Die Gemeinde bestand aus elf Katastralgemeinden (Fläche Stand 31. Dezember 2023):
- Altneudörfl (385,38 ha)
- Dedenitz (226,55 ha)
- Goritz bei Radkersburg (458,67 ha)
- Hummersdorf (147,53 ha)
- Kellerdorf (87,32 ha)
- Laafeld (498,63 ha)
- Leitersdorf I (108,37 ha)
- Pfarrsdorf (144,84 ha)
- Pridahof (93,81 ha)
- Sicheldorf (382,49 ha)
- Zelting (244,8 ha)

Radkersburg Umgebung gliederte sich in neun Ortschaften:
- Altneudörfl
- Dedenitz
- Goritz bei Radkersburg
- Hummersdorf
- Laafeld
- Pfarrsdorf
- Pridahof
- Sicheldorf
- Zelting

## Geschichte

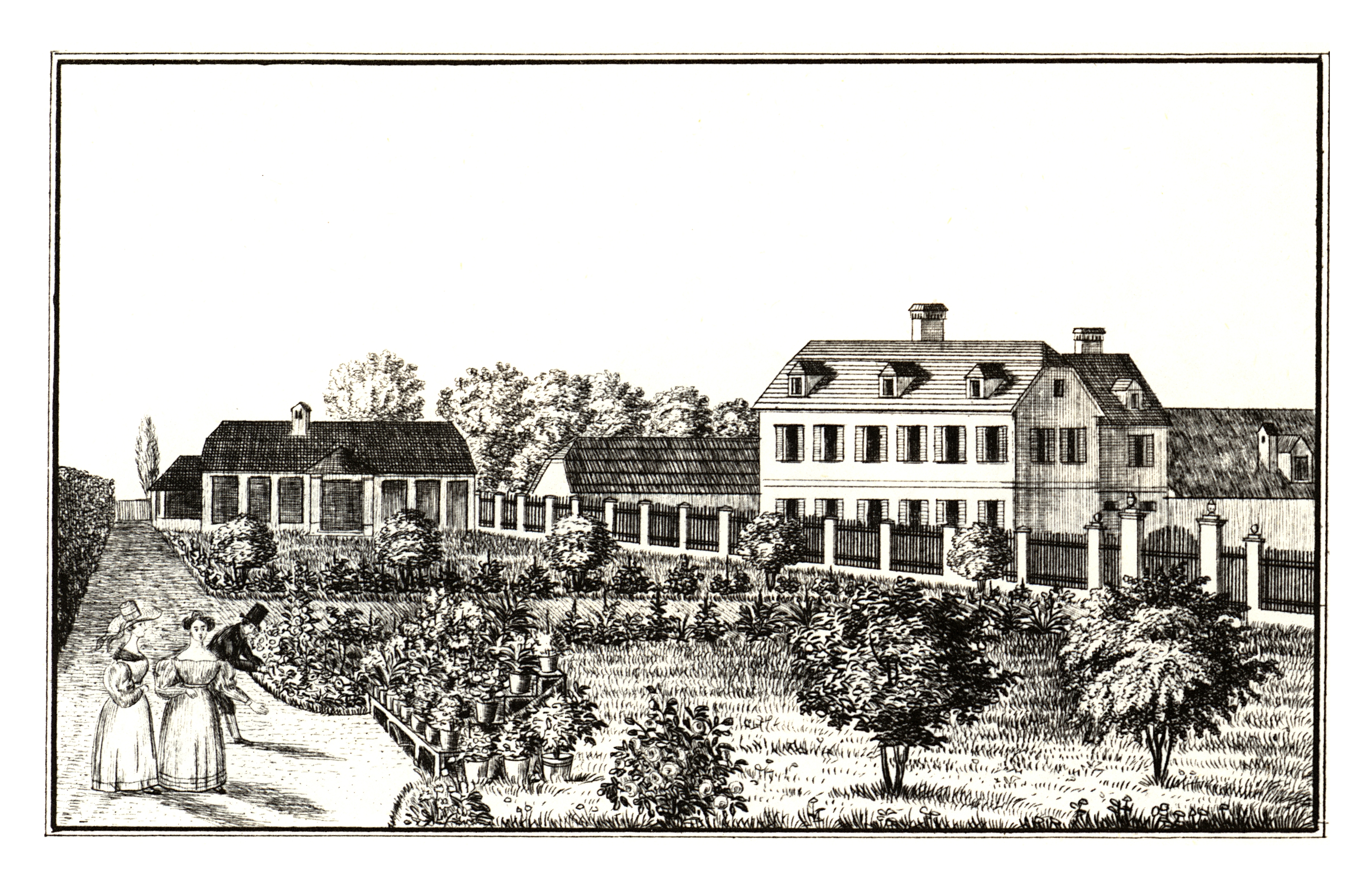
Prentlhof bei Altdörfl 1830, Lith. Kaiser, Graz

Das Gebiet von Radkersburg Umgebung teilt die Geschichte von Bad Radkersburg. Die Aufhebung der Grundherrschaften erfolgte 1848. Die Ortsgemeinden Altneudörfl, Dedenitz, Goritz, Pridahof, Laafeld, Sicheldorf und Zelting entstanden als autonome Körperschaften im Jahr 1850.
Nach Ende des Ersten Weltkrieges kam es zu Auseinandersetzungen mit der Nationalregierung für Slowenien und Istrien von Laibach (Ljubljana) über die Zugehörigkeit des Gebiets. Nach der Annexion durch Österreich 1938 kamen die Gemeinden zum Reichsgau Steiermark und von 1945 bis 1955 waren sie Teil der britischen Besatzungszone in Österreich.
1969 entstand die Gemeinde Radkersburg Umgebung aus Teilen der Altgemeinde Altneudörfl, aus Dedenitz (slowenisch: Dedonci), Goritz (Gorca), aus Teilen von Laafeld (Potrna), Sicheldorf (Zetince), Zelting (Zenkovci), Pridahof, Hummersdorf, und Pfarrsdorf sowie aus dem in Österreich gelegenen Teil der Katastralgemeinde Kellerdorf.
Mit 1. Jänner 2015 wurde die Gemeinde im Rahmen der Gemeindestrukturreform in der Steiermark mit der Gemeinde Bad Radkersburg zusammengeschlossen. Die neue Gemeinde führt den Namen Stadt Bad Radkersburg weiter.

### Bevölkerungsentwicklung
Seit 1869 bleibt die Bevölkerungszahl zwischen 1734 und 2218 Einwohner relativ konstant, wobei die Zahl 1910 ihren Höhepunkt zeigt und heute den niedrigsten Wert aufweist (s. Abb. unten, nach Statistik Austria).

## Kultur und Sehenswürdigkeiten
- Bildstock in Dedenitz

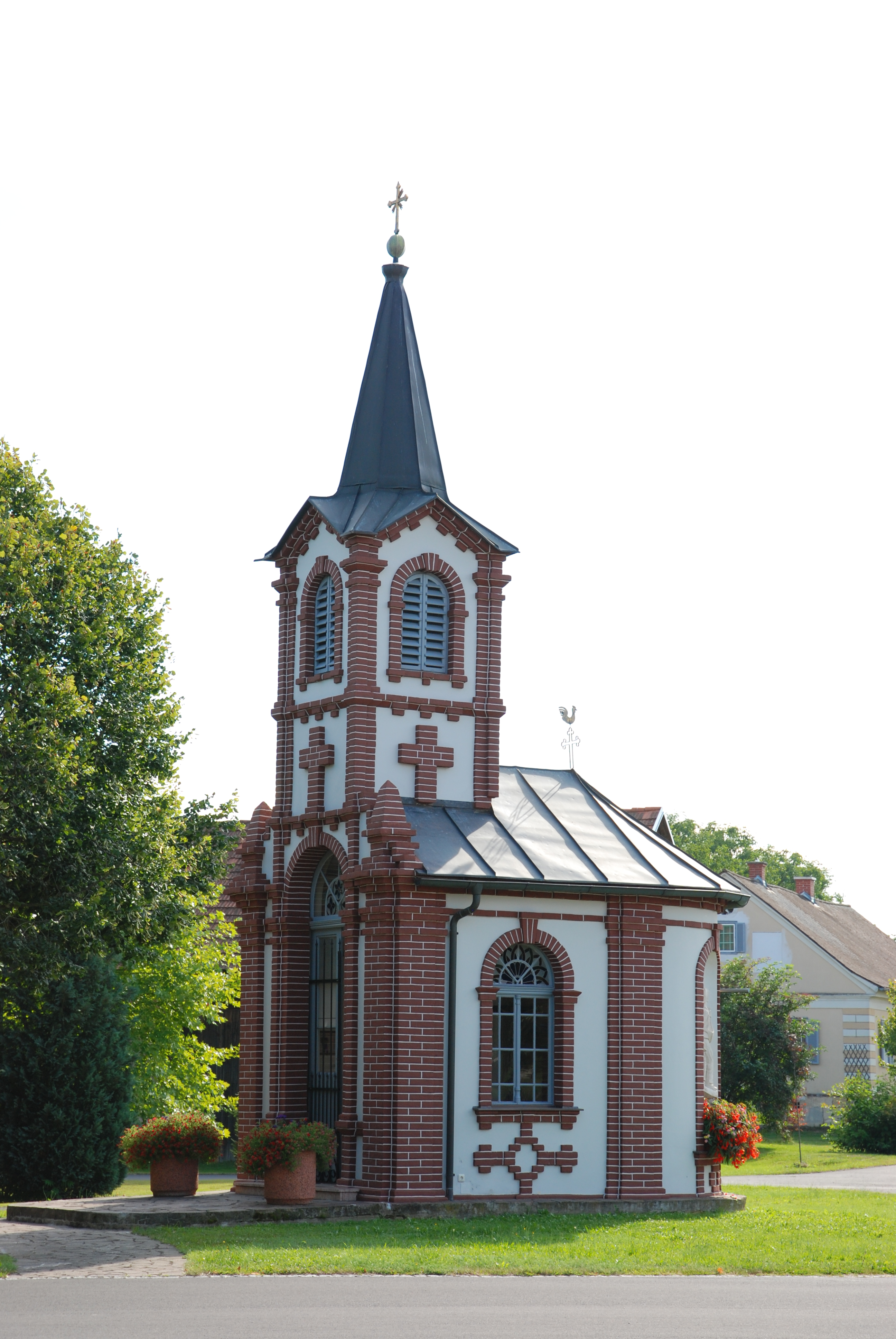
Ortskapelle Sicheldorf

- Dorfkreuz in Goritz bei Radkersburg
- Kamniker-Grabmal in Goritz bei Radkersburg
- Hügelgräberfeld Hutweide in Hummersdorf
- Kriegerdenkmal in Laafeld
- Dorfkapelle Maria Hilf in Sicheldorf
- Zollwachwohn- und Wirtschaftsgebäude in Sicheldorf
- Grenzstein in Sicheldorf
- Bildstock und Grenzstein in Zelting

## Politik

### Gemeinderat
Der ehemalige Gemeinderat setzte sich nach den Wahlen von 2010 wie folgt zusammen: 10 ÖVP, 4 SPÖ, 1 Unabhängige Liste Grün (ULG) und wurde mit 31. Dezember 2014 infolge der Gemeindestrukturreform aufgelöst.

### Bürgermeister
Bürgermeister war seit 27. April 2010 Heinrich Schmidlechner (ÖVP), der 2015 im Rahmen der konstituierenden Sitzung des Gemeinderats von Bad Radkersburg zum Bürgermeister der Stadtgemeinde gewählt wurde.

### Wappen
Die Verleihung des Gemeindewappens erfolgte mit Wirkung vom 1. Mai 1989.

Blasonierung:
„In Grün ein silberner Balken mit einem schreitenden, gehörnten schwarzen Panther mit offenem Rachen, oben balkenweise von fünf, unten von vier gestürzten silbernen Blättern des gefleckten Aaronstabes begleitet.“

## Persönlichkeiten

### Ehrenbürger
- 1976: Franz Wegart (1918–2009), Landeshauptmann-Stellvertreter
- Heinz Cziglar († 2019), Bürgermeister von Radkersburg Umgebung 1991–1997

### Söhne und Töchter der Gemeinde
- Johann Mickl (1893–1945), Offizier

### Mit der Gemeinde verbundene Persönlichkeiten
- Leopold Gombocz (* 1875 in Károlyfa, Ungarn; † 1943 in Laafeld), österreichisch-ungarischer Imker